# Catagonium nitens
Catagonium nitens là một loài Rêu trong họ Catagoniaceae. Loài này được (Brid.) Cardot mô tả khoa học đầu tiên năm 1915.